# Arabella Weir
Arabella Weir (San Francisco, 6 dicembre 1957) è una comica, attrice, scrittrice e presentatrice britannica.

## Biografia
Figlia dell'ex ambasciatore britannico Sir Michael Weir, è nota per i suoi libri e per gli articoli che scrive per The Independent e per la sua partecipazione come protagonista nella serie inglese Posh Nosh. Compare inoltre regolarmente alla BBC Radio 4 nella serie Smelling of Roses. Sposata con 2 figli, vive a Londra con il marito Jeremy Norton.

## Opere
Cronologia delle pubblicazioni in italiano
- 1998 Ma tu mi vedi grassa?. Diario di una donna insicura
- 2000 Mai piangere sul latte versato
- 2000 Ma tu mi vedi grassa?
- 2002 Mai piangere sul latte versato
- 2002 Stupido Cupido

## Filmografia

### Attrice

#### Cinema
- La donna del tenente francese (The French Lieutenant's Woman), regia di Karel Reisz (1981)
- The Frog Prince, regia di Brian Gilbert (1986)

- Big Fish - Sparando al pesce (Shooting Fish), regia di Stefan Schwartz (1997)
- Colette, regia di Wash Westmoreland  (2018)

#### Televisione
- Philip Marlowe, detective privato – serie TV, 1 episodio (1983)
- Screen Two – serie TV, 2 episodi (1986)
- Metropolitan Police – serie TV, 1 episodi  (1989)
- One Foot in the Grave – serie TV, 1 episodio (1993)
- Randall & Hopkirk – serie TV, 1 episodi (2000)
- Posh Nosh – serie TV, 8 episodi (2003)
- Spooks – serie TV, 1 episodio (2004)
- Skins – serie TV, 3 episodi (2007-2008)
- Un genio sul divano – serie TV , 3 episodi (2007-2008)
- Doctor Who – serie TV, 1 episodio (2011)
- Citizen Khan – serie TV, 1 episodio (2013)
- L'ispettore Barnaby – serie TV, 1 episodio (2014)
- Nurse – serie TV, 1 episodio  (2015)
- Two Doors Down – serie TV, 40 episodi (2016- incorso)
- Pure – serie TV, 1 episodio (2019)

### Doppiatrice
- Killer Queen!, regia di Nick Cory Wright (2002)
- Hana's Helpline – serie animata, 6 episodi (2007)

## Radio
- Smelling of Roses